# 라니티딘
라니티딘(Ranitidine)은 H2 수용체 차단제로 작용하는 약물로 위내 산 생성작용을 억제한다. 주로 위궤양이나 역류성 식도염 치료에 사용된다. 글락소스미스클라인의 잔탁(Zantac)이라는 상표명으로 자주 유통된다.

## 같이 보기
- 시메티딘(Cimetidine)